# Eckhard Feddersen
Eckhard Feddersen (* 20. Oktober 1946 in Husum) ist ein deutscher Architekt, Autor und Initiator des integrativen Dorfes Rohrlack.

## Leben
Eckhard Feddersen wuchs in einer Architektenfamilie auf. Sein Vater war Hans Jochen Feddersen (1921–1974), sein Großvater war Thomas August Feddersen (1881–1947). Mütterlicherseits stammt er aus einer Fischhändlerfamilie. Nach dem Abitur im Jahr 1966 im altsprachlichen Zweig an der Hermann-Tast-Schule in Husum begann er im gleichen Jahr ein Architekturstudium an der Technischen Hochschule Karlsruhe. Als Studentenvertreter engagierte er sich für die weitere Demokratisierung der Hochschule. Ab 1969 studierte er an der Technische Universität Berlin und machte dort im Jahr 1971 seinen Abschluss bei Hermann Fehling. Ab 1971 war Feddersen Assistent am zwischenzeitlich verwaisten Lehrstuhl von Werner Düttmann und ab 1973 bei Manfred Throll. Bis 1985 hatte Feddersen an der TU Berlin Lehraufträge mit Prüfungsrecht für die Unterstufe. Er bot zu jenem Zeitpunkt die ersten Kurse für barrierefreies Bauen an.
Seit 1973 arbeitet Feddersen als selbständiger Architekt in Berlin gemeinsam mit Wolfgang von Herder unter dem Büronamen „Feddersen, von Herder und Partner“.
Feddersen war von 1978 bis 2001 Mitglied im BDA Berlin. Er ist seit 1980 Mitglied im Werkbund Berlin. Von 1991 bis 1996 war er Mitglied des Stadtforums Berlin. Er wirkte zunächst als Beirat für die Entwicklungskommission Berlin Nordost, dann als Planungsdirektor der für 1999/2000 angedachten Internationalen Bauausstellung in Berlin. Feddersen war Juror in mehr als 40 nationalen und internationalen Wettbewerben. Er war über viele Jahre als Mitglied der Beratungs- und Gestaltungskommission für den Bezirk Zehlendorf berufen, die wesentlichen Einfluss auf die Erhaltung des historischen Charakters von Zehlendorf hatte. Feddersen ist Gründer der Ost-West-Plattform für Architektur und Stadtplanung. Diese beschäftigte sich vor der Wende mit dem Informationsaustausch zwischen Polen und Deutschland und nach der Wende mit dem Austausch zwischen Architekten aus Ost- und West-Berlin.
Gemeinsam mit Mario Czaja ist Feddersen Gründer des „Kompetenzkreises Alter, Gesundheit und Behinderung“. Er ist Autor zahlreicher Fachpublikationen und trat 2016 auch als Kinderbuchautor in Erscheinung.
Feddersen ist seit 1976 verheiratet, hat drei Kinder.

## Architekturbüro
Im Jahre 1973 wurde das Architekturbüro Feddersen, von Herder und Partner gegründet. Im Jahre 2002 kam es nach Trennung der Partner zur Neugründung des Architekturbüros Feddersen Architekten, das er 2014 an seine Nachfolger Jörg Fischer und Stefan Drees übergab. Der Schwerpunkt des Büros lag und liegt auf dem Sozialbau, seit 2002 aber vor allem auf dem demographischen Wandel. Eckhard Feddersen setzt sich für größere Wohnlichkeit in institutionellen Einrichtungen ein (und prägte das Motto: „Kein Schwein will ins Heim“). Im Gegensatz zum rein technischen Begriff der „barrierefreien Räume“ setzt er dabei auf den erweiterten Konzept des „Universal Design“. Feddersens gesamte Planungstätigkeit umfasst ca. 1200 Aufträge, mit ca. 600 ausgeführten Objekten. Dabei sind über 3000 Wohnungen, 40 Heime, 4 Krankenhäuser, 25 Werkstätten für behinderte Menschen und 5 Kindergärten entstanden.

## Architekturprojekte (Auswahl)
- Wohnanlage Linden- und Ritterstraße, Berlin, IBA (1984)
- Fliedner Dorf, Mülheim Ruhr (1988)
- Tagesstätte für Schwerstbehinderte, Harbigstraße, Berlin (1991)
- Wohn- und Geschäftshäuser in der Hansastraße (Berlin)-Weißensee (1992)
- Kompetenzzentrum Demenz, Nürnberg (2002)
- Heinrich-Schütz-Residenz, Dresden (2005)
- Wasserrettungsstationen, Berlin (2010)
- Alters- und Pflegezentrum, Zollikofen bei Bern (2012)
- Kompetenzzentrum Demenz, München (2014)
- Generationenwohnen Haus Eisenzahn, Berlin (2016)[14]

## Gründung des integrativen Dorfes Rohrlack
Unter Eckhard Feddersens karitativen Projekten ragt die Umwandlung des bisher rein agrarisch genutzten Dorfes Rohrlack, einem Ortsteil von Temnitztal bei Neuruppin in Brandenburg, in ein integratives Wohnprojekt besonders hervor. Im Jahr 1992 erwarb Feddersen eine Reihe von Häusern in Rohrlack von der Treuhand. Auf einem historischen Gutshof entstand seit 1997 gemeinsam mit dem Elternverein des Heilpädagogischen Zentrums aus Berlin-Zehlendorf ein integratives Projekt, das Wohn- und Arbeitsmöglichkeiten für Menschen mit und ohne Behinderung bietet. Von dem dort betriebenen ökologischen Landbau gehen ebenso wie vom sozialen Leben Impulse für den regionalen Naturschutz und Denkmalserhalt aus. Das Dorf erhielt mehrere Anerkennungen und Preise, darunter 2008 den 2. Preis des europaweit ausgeschriebenen Wettbewerbs „Zukunft durch gesellschaftliche Innovation“.

## Auszeichnungen
- Deutscher Alterspreis (Otto-Mühlschlegel-Preis) der Robert-Bosch-Stiftung (2016)[19]
- Architekturpreis der Stadt Nürnberg (2007)
- Deutscher Kritikerpreis (1992)